# Daniel Lucas
Daniel Lucas (Montevideo, Uruguay,1950 - 23 de abril de 2019) fue un periodista y crítico de cine uruguayo.

## Entrevistas y televisión
Entrevistó a diversas celebridades artísticas del medio local e internacional. Se destacó por su trabajo en el informativo "Telemundo 12" en donde tenía una columna de cine, en la cual se mantuvo por 23 años desde abril de 1985.
Además trabajó en varias radios y medios de prensa del medio uruguayo como "Sábado Show".

## Premios
En octubre de 2017 le otorgaron el premio ACCU (Asociación de críticos de cine del Uruguay).

## Vida personal
Antes de ser periodista trabajaba en una empresa de energía eléctrica.
En 2008 Daniel Lucas sufrió un accidente cerebrovascular en Buenos Aires cuando iba a entrevistar al actor Benicio del Toro a Estados Unidos, hecho que lo llevó a su retiro de los medios.
Estuvo en aparente recuperación sin embargo falleció en abril de 2019.

## Algunas de las personalidades a las que entrevistó Daniel Lucas
- Antonio Banderas
- Xuxa
- Chayanne
- Mercedes Sosa
- Jorge Porcel
- Luis Miguel
- El Puma José Luis Rodríguez
- Enrique Pinti
- China Zorrilla
- Ricky Martin
- Antonio Gasalla
- Daniela Mercury
- Alberto Olmedo
- Ana Belén y Víctor Manuel
- Liza Minnelli